# Мете, Виктор
Виктор Мете (англ. Victor Mete; 7 июня 1998, Торонто, Канада) — профессиональный канадский хоккеист, защитник. Мете — чемпион мира 2018 года среди молодёжных команд в составе сборной Канады.

## Игровая карьера
25 июня 2016 года Виктор Мете был выбран на драфте НХЛ клубом «Монреаль Канадиенс» в четвёртом раунде под общим сотым номером.
27 марта 2017 года Мете подписал с «Монреалем» трёхлетний контракт новичка. Мете дебютировал в НХЛ 6 октября в матче против «Баффало Сейбрз». Первое очко Мете набрал 17 октября в матче против «Сан-Хосе Шаркс», отдав голевую передачу Ши Уэберу.
11 апреля 2021 года «Монреаль Канадиенс» выставили Виктора Мете на драфт отказов, где его следующим днём забрала «Оттава Сенаторз».
14 июля 2022 года подписал однолетний контракт с «Торонто Мейпл Лифс» на сумму $750.000. По итогам предсезонных сборов был помещен на драфт отказов.
В качестве неограниченно свободного агента 5 июля 2023 года подписал однолетний контракт с командой «Филадельфия Флайерз» на сумму $775.000. Однако по итогам предсезонных сборов не смог закрепиться в команде, снова был помещен на драфт отказов и в сезоне 23/24 играл в АХЛ.